# Горячий снег (фильм)
«Горячий снег» — советский художественный фильм о Великой Отечественной войне, снятый в 1972 году по одноимённому роману Юрия Бондарева режиссёром Гавриилом Егиазаровым.

## Сюжет
Посвящение во вступительной заставке:

«Солдатам Великой Отечественной войны посвящается»

Фильм рассказывает об одном из эпизодов сражения на подступах к Сталинграду, а именно Котельниковской оборонительной операции, в которой в полной мере проявились стойкость и сила духа советских солдат.
1942 год. Под Сталинградом окружена 330-тысячная группировка немецких войск фельдмаршала Паулюса. Для разрыва кольца Гитлер отправляет в бой отборные танковые части — так называемый «танковый кулак» под командованием фельдмаршала Манштейна. Нашим войскам отдан приказ любой ценой остановить наступление.
Батарея под командованием лейтенанта Дроздовского (Николай Ерёменко-мл.) после продолжительного марш-броска в декабрьскую стужу окопалась на пехотных позициях дивизии полковника Деева (Вадим Спиридонов) для стрельбы прямой наводкой. Впереди прекратились разрывы, и наступила тревожная тишина. Это означает, что немецкие танки прорвали оборону и движутся на батарею. После авианалёта Ю-88 завязался кровопролитный бой. Убиты многие бойцы артиллерийских расчётов, медсестра, ранен комбат. Немецкие танки прорвались через позицию батареи, но с большими потерями.
На следующий день армия генерала Бессонова (Георгий Жжёнов) перешла в контратаку. От батареи и стрелкового батальона, державших оборону на плацдарме у реки Мышкова, способных передвигаться самостоятельно, осталось всего семь бойцов. Командующий армией генерал-лейтенант Бессонов вручает каждому из оставшихся в строю орден Красного Знамени со словами: «Спасибо за подбитые танки… Спасибо… Спасибо… Всё, что могу».

## В ролях
- Георгий Жжёнов — Пётр Александрович Бессонов, генерал-лейтенант, командующий армией
- Анатолий Кузнецов — Виталий Исаевич Веснин, дивизионный комиссар, член военного совета армии
- Вадим Спиридонов — Деев, полковник, командир дивизии
- Борис Токарев — Николай Кузнецов, лейтенант, командир огневого взвода
- Николай Ерёменко (младший) — Владимир Дроздовский, командир батареи, лейтенант
- Тамара Седельникова — Татьяна (в романе её звали Зоя), санинструктор
- Юрий Назаров — Уханов, старший сержант, командир орудия
- Ара Бабаджанян[арм.] — Давлатян, лейтенант
- Алексей Панькин — Чубариков, младший сержант
- Валентин Грачёв — Нечаев, сержант
- Михаил Стрелков — Чибисов, артиллерист
- Александр Кавалеров — Сергуненков, ездовой
- Альберт Дорожко — Евстигнеев, сержант
- Болот Бейшеналиев — Касымов
- Игорь Ледогоров — Осин, полковник, начальник контрразведки
- Харий Швейц — Титков
- Александр Зимин — Тарасенко
- Константин Тыртов — Рубин, ездовой
- Борис Сморчков — Василий, пехотинец
- Анатолий Игнатков — Святкин, связист
- Владлен Бирюков — Скорик, старшина
- Александр Аржиловский — Голованов, старшина
- Геннадий Корольков — Аржемачев, лейтенант

## Съёмочная группа
- Сценарий: Юрия Бондарева, Евгения Григорьева, Гавриила Егиазарова
- Постановка: Гавриила Егиазарова
- Главный оператор: Фёдор Добронравов
- Главный художник: Василий Голиков
- Композитор: Альфред Шнитке
- Звукооператор: Владимир Курганский
- Дирижёр: Владимир Васильев

В кинотеатрах СССР фильм посмотрело 22,9 млн зрителей, в ПНР — 373 000. В 2013 году кинокомпания «Мосфильм» произвела цифровую реставрацию фильма.